# Aceratophallus lamellifer
Aceratophallus lamellifer är en mångfotingart som först beskrevs av Henri W. Brölemann 1905.  Aceratophallus lamellifer ingår i släktet Aceratophallus och familjen Rhachodesmidae. Inga underarter finns listade i Catalogue of Life.